# ماتياس هامان
ماتياس هامان (بالألمانية: Matthias Hamann)‏ هو لاعب كرة قدم ومدرب كرة قدم ألماني، ولد في 10 فبراير 1968 في فالدزاسن في ألمانيا. لعب مع بايرن ميونخ الثاني وبايرن ميونخ وتنس بوروسيا برلين وروت فايس آهلن وفاكر مونتشين وفورتونا كولن ولاسك لينتس وميونخ 1860 ونادي أونترهاخينغ ونادي كايزرسلاوترن ونادي نوشاتل زاماكس.

## وصلات خارجية
- ماتياس هامان على موقع قاعدة بيانات كرة القدم.إي يو (الإنجليزية)
- ماتياس هامان على موقع بيانات كرة القدم. دي إي (الألمانية)
- ماتياس هامان على موقع عالم كرة القدم.نت (الإنجليزية)